# Nguyễn Văn Hiếu (thứ trưởng)
Nguyễn Văn Hiếu (sinh ngày 23 tháng 6 năm 1959) là đại biểu Quốc hội Việt Nam khóa XIII tỉnh Bến Tre, nguyên Thứ trưởng Bộ Kế hoạch và Đầu tư, nguyên Chủ tịch Ủy ban Nhân nhân tỉnh Bến Tre.

## Tiểu sử
Nguyễn Văn Hiếu quê quán tại Xã Sơn Phú, huyện Giồng Trôm, tỉnh Bến Tre. Ông tốt nghiệp Thạc sĩ chuyên ngành Kinh tế.

## Quá trình công tác
- 1979-1981: Hạ sĩ, Trung đoàn 30, Sư đoàn 4 Quân khu 9
- 1982-1985: Chuyển ngành về Trường Nông nghiệp Long Định, Tiền Giang
- 1986-1991: Cửa hàng trưởng, Liên Hiệp Lâm công nghiệp Xuất nhập khẩu Bến Tre
- 1992-1995: Giám đốc Xí nghiệp Chế biến lâm sản tỉnh Bến Tre
- 1996-2003: Giám đốc Công ty Xuất nhập khẩu Lâm thủy sản tỉnh Bến Tre
- 2004-7/2008: Giám đốc Sở Thủy sản kiêm Tổng Giám đốc Công ty Cổ phần Xuất nhập khẩu Lâm thủy sản tỉnh Bến Tre
- 8/2008-11/2010: Phó Chủ tịch ủy ban nhân dân tỉnh Bến Tre
- 12/2010-7/2013: Phó Bí thư Tỉnh ủy, Chủ tịch ủy ban nhân dân tỉnh Bến Tre
- 05 tháng 02 năm 2013: Ông được Thủ tướng Bổ nhiệm làm Thứ trưởng Bộ Kế hoạch và Đầu tư.
- Ông nghỉ hưu từ ngày 1/7/2019[6].